# Juan de Timoneda

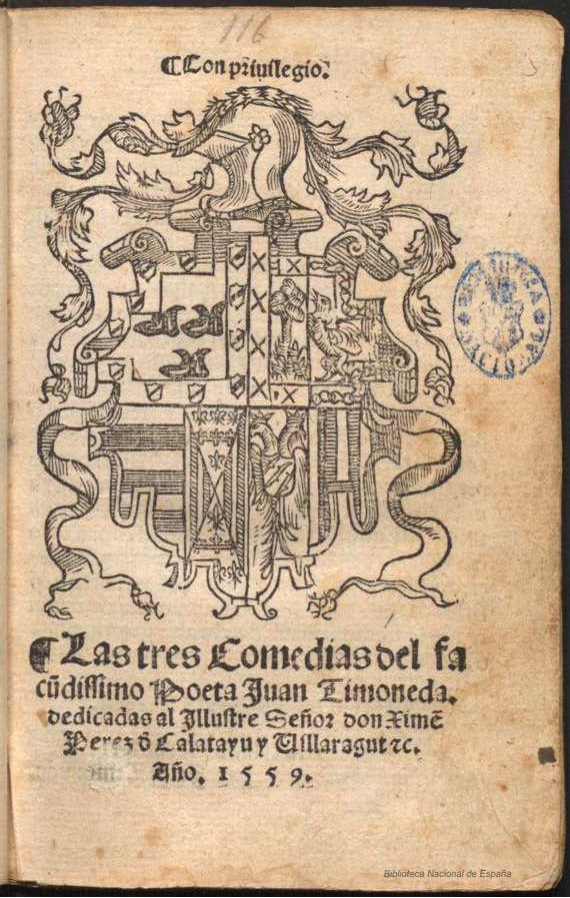
Portada de Las tres comedias de Juan Timoneda.

Juan de Timoneda (o Joan de Timoneda) (Valencia, entre 1518 y 1520-1583) fue un escritor, dramaturgo y editor español. Es conocido fundamentalmente por su labor compilatoria de poesía popular (lírica cancioneril y romances), por sus ediciones de teatro (a su labor debemos el conocimiento de los pasos de Lope de Rueda, aunque los modificó, fundamentalmente en los pasajes más cómicos de bobos o rufianes) y por su conjunto de relatos El patrañuelo (Valencia, 1567), adaptaciones de novelle italianas del estilo de Boccaccio o Bandello. Publicó casi toda su obra en castellano, aunque también dio a la imprenta obras en valenciano: una antología de poesía trovadoresca titulada Flor de enamorados y algunos autos sacramentales.

## Biografía
Antes de dedicarse al negocio de la librería fue zurrador de pieles; quizá debido a que hacía encuadernaciones amplió el negocio como librero. También se sabe que fue actor. En 1547 ya comerciaba con libros propios y ajenos. Estuvo casado con Isabel Ferrandis, de la que tuvo tres hijos; uno de ellos, Bautista, prosiguió a la muerte del padre con el negocio familiar.

## Obra
Su obra literaria se clasifica en tres facetas: dramaturgo, narrador y colector de romances. Pero es famoso sobre todo como autor dramático (es citado muchas veces como uno de los más legítimos precursores de Lope de Vega). Su obra es parcialmente original, ya que en ocasiones se limita a adaptar o traducir sus modelos, si bien con gran talento lírico y eficacia dramática.
Autor dramático y sobre todo adaptador, publicó obras escénicas religiosas. Su Ternario sacramental (Valencia, 1575) reúne seis autos sacramentales entre los cuales destaca como mejor el de la Oveja perdida —inspirado en la parábola homónima— y los dos Ternarios sacramentales de 1575 que reflejan las nuevas orientaciones de la iglesia española; anterior a estos, hay una pieza suya en valenciano, Aucto de la Iglésia. Es el autor de los únicos autos sacramentales en esta lengua: L'església militant (La iglesia militante) y el Castell d'Emaús (Castillo de Emaús). Estas obras estaban concebidas para la exaltación de la eucaristía, como elemento de propaganda para defender la doctrina católica de la Reforma protestante en general y del luteranismo en particular.
Su obra escénica profana forma una colección titulada Turiana (Valencia, 1564 y 1565), que recoge varias comedias, farsas, pasos y entremeses. En Las tres comedias del facundissimo poeta Juan Timoneda (Valencia, 1559) traduce Los dos Menecmos y el Anfitrión del dramaturgo latino Plauto, y añade además la Comedia Carmelia o Cornelia.
Como narrador tuvo un gran papel en la evolución del género novelístico en español, pues compuso una Sobremesa y alivio de caminantes (Zaragoza y Medina del Campo, 1563), miscelánea de dichos agudos y cuentecillos, el Buen avíso y portacuentos (Valencia, 1564) y, sobre todo, un famoso libro titulado El patrañuelo (Valencia, 1567), conjunto de novelas muy interesantes-que él denomina patrañas- tomadas del italiano y actualizadas, aclimatadas y narradas en un castellano familiar. Las fuentes de esta obra son los novellieri Masuccio Salernitano, Giovanni Boccaccio, Mateo Bandello, el poeta Ludovico Ariosto y las Gesta romanorum, entre otras.
Como compilador y editor de romances, publicó una Rosa de romances (Valencia, 1573) dividida en cuatro partes temáticas en su mayor parte sobre historia de España, romana y troyana, y Flor de enamorados, Sarao; también compiló y editó diferentes cancioneros, como  Cancionero llamado Sarao de Amor (1561), Villete de amor (quizá de 1565), Enredo de amor (1573), Guisadillo de amor (1573) y el Truhanesco (también de 1573), y dio a la estampa numerosos pliegos sueltos.
También compuso un Libro llamado ingenio, del juego de marro de punta, uno de los muchos tratados españoles sobre el juego de damas en los siglos XVI y XVII.